# عتيق الرحمن
عتيق الرحمن (1 سبتمبر 1931 - 20 ديسمبر 2023) كان فريقًا ورئيسًا لأركان الجيش في بنغلاديش من عام 1986 إلى عام 1990.

## السيرة
درس السيد عتيق الرحمن في أكاديمية الاتحاد في دلهي. التحق بكلية جوردون في روالبندي .
كُلّف عتيق الرحمن عام 1954 في فوج المدفعية بالجيش الباكستاني.
لم ينضم الرحمن إلى حرب الاستقلال البنغلاديشية، حيث كان محتجزًا أسير حرب. عاد من باكستان عام 1974 وسُمح له بالانضمام إلى جيش بنغلاديش. وكان ثاني ضابط باكستاني عاد ليصبح رئيس أركان الجيش البنغلاديشي بعد إرشاد.
أثناء اغتيال الشيخ مجيب الرحمن، كان عقيدًا ثم قائد لواء في شطغرام.
شغل الرحمن منصب المدير العام لبنادق بنجلاديش [الإنجليزية] (حرس الحدود البنغلاديشية الآن) من عام 1977 إلى عام 1982 
رقّى رحمن، كونه أكبر لواء إرشاد، محمد عتيقور إلى رتبة فريق وعينه رئيسًا لأركان الجيش في الجيش البنغلاديشي في سبتمبر 1986.
تقاعد الرحمن من الجيش البنغلاديشي مع مرتبة الشرف العسكرية الكاملة في أغسطس 1990. وخلفه نور الدين خان [الإنجليزية] بتعيين الرئيس حسين محمد إرشاد.

## اتقاعد والوفاة
بعد التقاعد، بقي الجنرال عتيق الرحمن بعيدًا عن أعين الجمهور ولم يمارس مهنة سياسية.
توفي عتيق الرحمن إثر نوبة قلبية في دكا، في 20 ديسمبر 2023، عن عمر يناهز 92 عامًا 